# 第四次大覚醒
第四次大覚醒（だいよじだいかくせい、Fourth Great Awakening）は、1960年代末から、1970年代に、アメリカ合衆国で起こったキリスト教の覚醒について、何人かの経済学者、歴史学者がこう呼んでいる。第四次大覚醒の用語については、以前の大覚醒との相違を感じる歴史家の間で議論が起こっている。しかし、それが大覚醒であるかどうかに関わらず、実際アメリカに大きな変化が起こった。福音派やキリスト教根本主義といった保守的なキリスト教会が教勢を伸ばし殊に最も伝統的なキリスト教団体である南部バプテスト教会とミズーリ・ルーテル教会の教会が急成長、アメリカ各地でメガチャーチが建設されたりした。一方、エキュメニカル派のプロテスタントの会員は減少し影響力も衰退、増大するアメリカの世俗主義（同性愛者や中絶の権利を求める運動等）に対して保守的なキリスト教会が対決姿勢を取る傾向を強めた。